# 딕 엘리어트

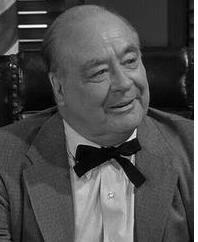

딕 엘리어트(Dick Elliott, 1886년 4월 30일 ~ 1961년 12월 22일)는 미국의 배우, 텔레비전 배우이다.
보스턴에서 태어났으며 로스앤젤레스에서 사망하였다. 포리스트 론 메모리얼 파크에 매장되었다.

## 영화
- 슈퍼맨 - 73년작 (1973년)
- 고, 자니, 고! (1959년)
- 서부의 사나이 (1958년)
- 미트 미 인 라스 베가스 (1956년)
- 돈 노크 더 록 (1956년)
- 텍사스 결사대 (1955년)
- 클라이막스! (1954년)
- 오명의 목장 (1952년)
- 파크 로우 (1952년)
- 아토믹 시티 (1952년)
- 하이 눈 (1952년)
- 왈가닥 루시 (1951년)
- 딕 트레이시 - 1950년 시리즈 (1950년)
- 론 레인저 - 49년 시리즈 (1949년)
- 밤에서 밤으로 (1949년)
- 소 디스 이즈 뉴욕 (1948년)
- 페일페이스 (1948년)
- 스타 인 더 나잇 (1945년)
- 코네티컷의 크리스마스 (1945년)
- 다이아몬드 호슈즈 (1945년)
- 웨어 두 위 고 프럼 히어? (1945년)
- 여행 가방 (1945년)
- 미트 더 피플 (1944년)
- 윈터타임 (1943년)
- 탱크 유어 럭키 스타스 (1943년)
- 무법자 (1943년)
- 스프링타임 인 더 록키스 (1942년)
- 마이 페이버릿 브론드 (1942년)
- 아이 매리드 언 엔젤 (1942년)
- 맨파워 (1941년)
- 투 걸즈 온 브로드웨이 (1940년)
- 멜로디 랜치 (1940년)
- 릴 애브너 (1940년)
- 스토리 오브 버넌 앤 아이린 캐슬 (1939년)
- 스미스씨 워싱톤 가다 (1939년)
- 상어섬의 죄수 (1936년)
- 렉클리스 (1935년)